# Пономарёвка (Иркутская область)
Пономарёвка — посёлок в Слюдянском районе Иркутской области. Входит в Маритуйское муниципальное образование.

## География
Расположен на берегу озера Байкал, на Кругобайкальской железной дороге (КБЖД), в 12 км к востоку от центра сельского поселения, села Маритуй, восточнее устья реки Большая Пономарёвка. В посёлке — остановочный пункт 107 км.

## История
Основан в 1902 году как посёлок строителей КБЖД, затем стал посёлком работников КБЖД. В 1905 году введён в эксплуатацию разъезд Пономарёвка — современный остановочный пункт 107 км.

## Население
| 2002 | 2010 | 2011 | 2012 |
| ---- | ---- | ---- | ---- |
| 15   | ↘6   | →6   | →6   |